# Albert van Aalderen
Albert van Aalderen (Hoogeveen, 26 september 1892 - 5 november 1982) was een Nederlands verzetsstrijder tijdens de Tweede Wereldoorlog.
Van Aalderen woonde in Hoogeveen waar hij makelaar was. Al spoedig in de oorlog begon hij samen met zijn vrouw, Jantje van Aalderen-Koster met verzetswerk. Van Aalderen was distributeur van de illegale krant Vrij Nederland die hij bezorgd kreeg door de hoofddistributeur in Groningen, Wim Speelman.
Toen Speelman en diens verloofde Mien Bouwman in 1943 voor de net opgerichte gereformeerde illegale krant Trouw gingen werken, volgden Albert en Jantje hen hierin. Mien verzocht hun toen ook om te willen helpen bij het vinden van onderduikadressen voor Joden. Met behulp van zijn medewerkers van Trouw lukte het Van Aalderen en zijn vrouw om tien adressen te vinden in de streek rond Hoogeveen en Nieuwlande. Zo kreeg bijvoorbeeld de driejarige Sally Appel onderdak bij de familie Nijwening in Hoogeveen, namen ze zelf de vierjarige Rivka Vleeschhouwer in huis voordat zij naar Nel Koster ging  die haar tot het eind van de oorlog verzorgde en daarna herenigde met haar ouders.
Het echtpaar Van Aalderen overleefde de oorlog beiden en werden op 9 juli 1983 postuum onderscheiden met de Yad Vashem-onderscheiding (nr.1148) van de staat Israël.